# Paul Kircher
Paul Kircher (Parigi, 30 dicembre 2001) è un attore francese.

## Biografia
Paul Kircher è nato il 30 dicembre 2001 a Parigi, figlio degli attori Irène Jacob e Jérôme Kircher. Nel 2019 ha esordito come attore nel film T'as pécho?. Dopo aver conseguito il diploma di maturità, si è iscritto a una doppia laurea in economia e geografia all'Università Paris-Cité e segue i corsi estivi di teatro alla Manufacture des Abbesses.
Nel 2021 ha fatto un'audizione per Le Lycéen di Christophe Honoré. Dopo un casting durato 3 mesi, Kircher è stato scelto tra più di 300 giovani attori per il ruolo di protagonista nel film, dove ha recitato al fianco di Juliette Binoche e Vincent Lacoste. Nel film Kircher interpreta un adolescente che, dopo aver perso il padre, cerca di superare il dolore gettandosi a capofitto nel mondo che lo circonda. Per prepararsi al ruolo, Christophe Honoré gli ha chiesto in particolare di leggere La Tendresse d'Edmunt White e di guardare Ai nostri amori di Maurice Pialat, per immergersi nel personaggio di Lucas.
Nel 2022 ha vinto il premio per la migliore interpretazione maschile al Festival internazionale del cinema di San Sebastián e il premio per il miglior attore al Festival de films francophones Cinemania di Montréal. Nel 2024 ha vinto il Premio Marcello Mastroianni alla Mostra del cinema di Venezia per Leurs enfants après eux.

## Riconoscimenti
- 2022 - Festival internazionale del cinema di San Sebastián[5]
  - Concha de Plata al miglior attore per Le Lycéen
- 2023 - Premio Lumière[7]
  - Candidatura alla migliore promessa maschile per Le Lycéen
- 2023 - Premio César[8]
  - Candidatura alla migliore promessa maschile per Le Lycéen
- 2024 - Mostra internazionale d'arte cinematografica
  - Premio Marcello Mastroianni per Leurs enfants après eux

## Filmografia

### Cinema
- T'as pécho?, regia di Adeline Picault (2020)
- Petite leçon d'amour, regia di Ève Deboise (2021)
- Le Lycéen, regia di Christophe Honoré (2022)
- The Animal Kingdom (Le Règne animal), regia di Thomas Cailley (2023)
- Leurs enfants après eux, regia di Ludovic e Zoran Boukherma (2024)

### Televisione
- Capitaine Marleau – serie TV, 1 episodio (2020)
- Week-end in famiglia - Christmas Special (Weekend Family) – serie TV, 1 episodio (2022)

## Doppiatori italiani
- Marco Briglione in The Animal Kingdom